# Verwaltungsgemeinschaft Westerwald-Obereichsfeld
De Verwaltungsgemeinschaft Westerwald-Obereichsfeld is een gemeentelijk samenwerkingsverband van vijf gemeenten in de Landkreis Eichsfeld in de Duitse deelstaat Thüringen. Het bestuurscentrum bevindt zich in Küllstedt.

## Deelnemende gemeenten
De volgende gemeenten maken deel uit van de Verwaltungsgemeinschaft:
1. Büttstedt
2. Effelder
3. Großbartloff
4. Küllstedt
5. Wachstedt